# Конкордия (приход)
Конко́рдия (англ. Concordia Parish, фр. Paroisse de Concordia) — приход штата Луизиана, США. Официально образован в 1807 году. По состоянию на 2010 год, численность населения составляла 20 822 человека.

## География
По данным Бюро переписи США, общая площадь прихода равняется 1 934,732 км2, из которых 1 805,232 км2 — суша, и 129,500 км2, или 6,700 %, — это водоёмы.

## Население
По данным переписи населения 2000 года на территории прихода проживает 20 247 жителей в составе 7521 домашнего хозяйства и 5 430 семей. Плотность населения составляет 11,00 человек на км2. На территории прихода насчитывается 9148 жилых строений, при плотности застройки около 5,00-ти строений на км2. Расовый состав населения: белые — 57,90 %, афроамериканцы — 40,70 %, коренные американцы (индейцы) — 0,16 %, азиаты — 0,30 %, гавайцы — 0,00 %, представители других рас — 0,55 %, представители двух или более рас — 0,80 %. Испаноязычные составляли 1,20 % населения независимо от расы.
В составе 33,00 % из общего числа домашних хозяйств проживают дети в возрасте до 18 лет, 49,00 % домашних хозяйств представляют собой супружеские пары, проживающие вместе, 19,00 % домашних хозяйств представляют собой одиноких женщин без супруга, 27,80 % домашних хозяйств не имеют отношения к семьям, 25,30 % домашних хозяйств состоят из одного человека, 11,50 % домашних хозяйств состоят из престарелых (65 лет и старше), проживающих в одиночестве. Средний размер домашнего хозяйства составляет 2,60 человека, и средний размер семьи 3,12 человека.
Возрастной состав прихода: 27,80 % моложе 18 лет, 8,90 % от 18 до 24, 25,60 % от 25 до 44, 23,00 % от 45 до 64 и 23,00 % от 65 и старше. Средний возраст жителя прихода 37 лет. На каждые 100 женщин приходится 95,20 мужчин. На каждые 100 женщин старше 18 лет приходится 91,90 мужчин.
Средний доход на домохозяйство прихода составлял 22 742 USD, на семью — 28 629 USD. Среднестатистический заработок мужчины был 27 453 USD против 18 678 USD для женщины. Доход на душу населения составлял 11 966 USD. Около 24,30 % семей и 29,10 % общего населения находились ниже черты бедности, в том числе — 42,00 % молодёжи (тех, кому ещё не исполнилось 18 лет) и 20,60 % тех, кому было уже больше 65 лет.